# (9206) Yanaikeizo
(9206) Yanaikeizo est un astéroïde de la ceinture principale.

## Description
(9206) Yanaikeizo est un astéroïde de la ceinture principale. Il fut découvert le 1er septembre 1994 à Kitami par Kin Endate et Kazuro Watanabe. Il présente une orbite caractérisée par un demi-grand axe de 2,49 UA, une excentricité de 0,22 et une inclinaison de 1,8° par rapport à l'écliptique.

## Compléments